# Yellow Submarine (dal)
1966. augusztus 5-én (az USA-ban augusztus 8-án) jelent meg a Beatles Yellow Submarine című dala a dupla A-oldalas Yellow Submarine/Eleanor Rigby című kislemezen. A lemez másik oldalán az Eleanor Rigby című dal hallható. (Ugyanezen a napon jelent meg a Revolver is.)
A dal adta a címét a zenekar 1968-as animációs filmjének és az ahhoz kapcsolódó filmzenealbumnak. Bár Lennon-McCartney szerzeményként van feltüntetve, a dal legnagyobb részét Paul McCartney írta. A felvételek 1966. május 26-án és június 1-jén, a londoni Abbey Road Studiosban zajlottak.
Az Egyesült Királyságban ez volt a zenekar 13. kislemeze. A dalt Ringo Starr énekli, a szöveg írásába pedig Donovan is besegített. Az Egyesült Királyságban a kislemezt dupla A-oldalasként reklámozták (a másik oldalán az Eleanor Rigby című dallal).
A fontosabb brit listákon a dal első helyet ért el, négy hétig tartotta ezt a helyet, a listákon összesen 13 hétig szerepelt. Mivel 1966-ban ez volt a legtöbbször eladott kislemez, a zenekart Ivor Novello-díjjal jutalmazták. A dalhoz nem forgattak promóciós filmet, így minden zenei műsor (beleértve a Top of the Popst is) saját klipet készített hozzá.
Megjelenését követően a dalról azt kezdték írni, hogy a hallucinogén hatású Nembutal kapszulákra utalt. McCartney hevesen cáfolta a feltevést, ugyanis eredetileg gyerekdalnak írta.
A dal az USA-ban a Billboard Hot 100 listáján a második, a Record World listáján az első, a Cashbox listáján pedig szintén a második helyet érte el (itt a The Supremes You Can't Hurry Love című dala volt az első). A dal épp a „népszerűbbek vagyunk, mint Jézus”-vita kellős közepén jelent meg, ezért az Egyesült Államokban nem lett listavezető. Ennek ellenére négy hét alatt 1 200 000 darabot adtak el belőle, amiért megkapták  21. amerikai aranylemezüket, megdöntötve ezzel Elvis Presley rekordját.

## Közreműködők
- Ringo Starr – ének, dob, ütőhangszerek
- Paul McCartney – vokál, kiabálás, basszusgitár
- John Lennon – vokál, kiabálás, bugyogás, akusztikus gitár
- George Harrison – vokál, csörgődob
- Mal Evans – vokál, nagydob
- George Martin – vokál
- Geoff Emerick – vokál
- Pattie Harrison – vokál
- Brian Jones – vokál, pohárcsilingelés
- Donovan – vokál
- Marianne Faithfull – vokál
- Alf Bicknell – vokál, lánccsörgetés

### Produkció
- Geoff Emerick – hangmérnök
- George Martin – producer